# Безобразовы
Безобра́зовы — несколько древних русских дворянских родов и графы Чернышёвы-Безобразовы.
При подаче документов для внесения рода в Бархатную книгу были предоставлены две родословные росписи Безобразовых: Василия Тимофеевича (07 марта 1686) и Артемья Фёдоровича (1686) с приложением 10 царских грамот (1576—1609).
В Гербовник внесены четыре фамилии Безобразовых:
1. Потомство «мужа честна» Христофора Безобраза, выехавшего из Пруссии к великому князю Василию I Дмитриевичу (1389—1425) (Герб. Часть VI. № 13)[2][3].
2. Безобразовы, предки которых жалованы поместьями (1578) (Герб. Часть II. № 83).
3. Безобразовы, предки которых владели имениями в Ржевском уезде (1658) (Герб. Часть XI. № 37).
4. Михаил Петрович Безобразов, внесённый в дворянскую родословную книгу (1834) (Герб. Часть XIII. № 92)[4].

## Происхождение и история родов
Родоначальник Христофор по прозванию Безобраз, выехал из «прусской земли» к великому князю Василию Дмитриевичу в начале XV века и принял православную веру с именем Михаила. От его прозвания пошла фамилия.
Черница Александрович упоминается при Иване Грозном в Новгородском походе (1495). Юрий Васильевич, был судьёй в Москве (1507). Иван Яковлевич воевода в Казанском походе (1544).
Опричниками Ивана Грозного числились: Фёдор, Василий и Иван Михайловичи, Василий и Дмитрий Шараповичи, Владимир Матвеевич, Яков, Захарий и Меркур Ивановичи, Михаил Игнатьевич, Ёлка, Михаил и Семён Владимировичи, Олег Иванович, Антон, Осип Игнатьевич, Роман Фёдорович, Степан, Иван, Истома и Кузьма Осиповичи, Андрей и Никифор Васильевичи и Григорий Никифорович Безобразовы (1573).
Владимирская ветвь.
Сын боярский Дмитровского уезда, Алексей Андреевич, и дети боярские Вяземского уезда, Дмитрий и Иван Андреевичи, получили (02 октября 1550) от Иоанна Грозного поместья в Московском уезде. Иван Романович воевода в Угличе (1615—1617), Ярославле (1618—1622), Сургуте (1625—1627), Шацке (1627—1629).
Калужская ветвь.
Владимир Матвеевич получил царскую грамоту (1576), по которой за верную и усердную службу ему дозволено писаться с Вичем. При царе Фёдоре Ивановиче Семён Владимирович, «стряпчий с ключом». Род продолжил племянник Семёна Владимировича, Иван Елизарьевич Кривая Шея, чей внук — Иосиф Иванович (1703—1780).
Брянская ветвь.
При осаде войском Стефана Батория Псково-Печерского монастыря трое представителей убиты (Лука, Моисей и Степан Осиповичи). Другие Осиповичи, братья Харитон-Истома († 1604) и Кирило (Кузьма-Авраам) находились постельничими: первый — в последний год жизни Иоанна Грозного, в царствование Фёдора Ивановича и при Борисе Годунове, второй — при царе Василии Шуйском, который пожаловал грамоту об обращении в вотчину ржевских поместий. Илья Авраамович (Кузьмич) дворянин московский, судья Разбойного приказа (1661—1662), управлял патриаршим разрядом (1665). Илья Кузьмич Безобразов воевода на Двине (1646—1648 и 1667), Астрахани, 2-й судья в Разбойном приказе и 1-й судья в Патриаршем приказе. Брянская ветвь прекратилась на рубеже XVII—XVIII веков.
Смоленская ветвь.
Семён Андреевич и Иван Семёнович, дети боярские, Брянского уезда, участвовали в избрании на царство Михаила Фёдоровича (1613). Младший сын Семёна Андреевича — Лазарь — прямой предок Василия Афанасьевича основателя Казанской ветви рода.
Сорок семь представителей рода владели населёнными имениями (1699).

## Графы Чернышёвы-Безобразовы
В связи с пресечением рода графов Чернышёвых-Кругликовых, Высочайшим указом императора Николая II Александровича (10 декабря 1908), дозволено камергеру высочайшего двора Александру и его жене Софье Безобразовым, принять титул, фамилию и герб графов Чернышёвых и именоваться графами Чернышёвыми-Безобразовыми. Александр Фёдорович (1859—1911) камергер. Сергей Александрович (1894—1972), умер во Франции. Дочь графа Чернышёва-Безобразова, Ксения Сергеевна, стала женой (1953) эрцгерцога Рудольфа, младшего сына последнего австрийского императора.

## Описание гербов

#### Герб. Часть II. № 83.
Герб рода Безобразовых: щит разделён горизонтально на две части, из которых в верхней части, в голубом поле, изображены две золотые звезды и между ними летящая вниз серебряная стрела. В нижней части, в серебряном поле, означена бегущая из леса лошадь. Щит увенчан обыкновенным дворянским шлемом с дворянской на нём короной, на поверхности которой видны два орлиных крыла и между ними выходящий единорог. Намёт на щите голубой, подложенный серебром.

#### Герб. Часть XI. № 37.
Герб Безобразовых, предки которых владели (1658) и других годах имениями: щит поделён горизонтально. В верхней красной части в середине серебряный с золотой рукоятью меч, между двух серебряных шестиконечных звёзд. Нижняя часть поделена вертикально: во второй зелёной части три золотых колоса стеблями вверх и слева половина золотой головы буйвола. В третьей, голубой — серебряный якорь с канатом и анкерштоком. Над щитом дворянский шлем и корона. Нашлемник: три серебряных страусовых пера. Намёт: справа красный с серебром, слева зелёный с золотом.

#### Герб. Часть XIII. № 92.
Герб титулярного советника Безобразова: в красном щите лилия. В золотой главе щита горизонтально три чёрных греческих креста. Над щитом дворянский шлем с короною. Нашлемник — встающий красный гриф с золотыми глазами, когтями и языком держит серебряный якорь. Намёт: справа — красный с серебром, слева — чёрный с золотом. Щитодержатели: два красных грифа с золотыми глазами, языком и когтями. Девиз «RES NON VERBA» серебряными буквами на красной ленте.

#### Герб. Часть VI. № 13.
Описание герба потомства Христофора Безобразова приведено ниже, в выдержке из гербовника.
Различные ветви фамилии Безобразовых употребляют два различные герба (Гербовн., ч. II. № 83, ч. VI № 13). Герб рода Безобразовых, внесённый в Часть 6 Общего гербовника дворянских родов Всероссийской империи, стр. 13 следующий:
Щит разделён надвое, имеет верхнюю серебряную вершину малую с изображением чёрного креста, а нижнюю пространную голубого цвета, в которой виден золотой олень с чёрными рогами и копытами, бегущий от поставленного на левой стороне дуба, и над главою оленя находится серебряная восьмиугольная звезда. Щит увенчан дворянскими шлемом и короной, на поверхности которой между двух чёрных крыльев выходящий олень. Намёт на щите голубой, подложенный золотом. Щит держат с правой стороны вооружённый воин с копьём, а с левой чёрный орёл.

## Известные представители рода
Калужская ветвь рода
- Иосиф (Осип) Иванович (1703 — 25 ноября 1780) — действительный статский советник и «флота капитан 1-ранга»
  - Михаил Осипович (1747—1791) — обер-кригс-комиссар; был женат на Марии Александровне Чириковой
    - Александр Михайлович (1783—1871) — тамбовский, ярославский, петербургский губернатор; сенатор. Был женат на Анне Фёдоровне Орловой (1795—1830), узаконенной дочери графа Ф. Г. Орлова
      - Михаил Александрович (1815—1879) — был женат на дочери Г. И. Ностица, Ольге Григорьевне (1829—1894)
        - Александр Михайлович (1853—1931) — статс-секретарь, сторонник активной политики России на Дальнем Востоке, которая привела к войне с Японией. Был женат на своей двоюродной сестре, Екатерине Николаевне Безобразовой
        - Владимир Михайлович (1857—1932) — генерал от кавалерии; был женат на графине Н. В. Стенбок-Фермор
          - Михаил Владимирович Безобразов (1895—1957)
            - Безобразова, Марика (1918—2010) — монегасская танцовщица и балетмейстер русского происхождения.

      - Николай Александрович (1816—1867) — петербургский предводитель дворянства, владелец дачи Безобразовых на Охте; был женат на дочери И. О. Сухозанет, Анне Ивановне
        - Екатерина Николаевна — замужем за князем Николаем Николаевичем Хованским

      - Мария Александровна (1819—1864) — замужем за Шелашниковым
      - Фёдор Александрович (1820—1866) — вместе с Ф. М. Достоевским окончил Главное инженерное училище; был женат на Александре Павловне Наумовой
        - Александр Фёдорович (1859—1911) — виленский вице-губернатор, церемонийместер
          - Мария (1889—1960) — замужем за графом С. А. Голенищевым-Кутузовым, затем за сыном адмирала Ф. В. Дубасова, Олегом Фёдоровичем (1889—1970)

      - Наталья Александровна (1822—1895) — с 1846 года замужем за сыном С. В. Салтыкова, Сергеем Салтыковым
      - Алексей Александрович (1825—1860), штабс-капитан
        - Пётр Алексеевич (1845—1906) — вице-адмирал русского императорского флота.

      - Вера Александровна (18 июля 1825 — ?) — фрейлина, девица
      - Варвара Александровна (10 апреля 1829 — 27 июля 1872) — замужем за полковником князем Козловским
      - Григорий Александрович (1830—?) — прапорщик

    - Григорий Михайлович (1785—1854) — участник Отечественной войны 1812 года, московский гражданский губернатор. Был женат на дочери генерал-майора П. О. Глазова, Елизавете Петровне
      - Василий Григорьевич — женат на дочери П. Д. Горчакова, Ольге Петровне (? — 15 сентября 1873). Его внук — поэт Василий Алексеевич Комаровский, сын одной из его 8 дочерей

    - Пётр Михайлович (1788—1819) — офицер Семёновского полка; был женат на Софье Фёдоровне Вадковской (во втором браке — за сенатором И. С. Тимирязевым)

Владимирская ветвь рода
- Григорий Иванович — майор, адъютант адмирала графа Головина
  - Алексей Григорьевич (1736—1803?) — помещик Владимирской, Рязанской, Нижегородской, Саратовской и Тульской губерний; был женат на Марье Яковлевне Засецкой
    - Дмитрий Алексеевич (1765—1842) — калужский и смоленский вице-губернатор; жена — Любовь Ивановна
      - Сергей Дмитриевич (1801—1879) — русский генерал, участник Кавказских походов

    - Николай Алексеевич — генерал-майор
    - Григорий Алексеевич — женат на княжне Прасковье Михайловне Прокудиной-Горской
    - Сергей Алексеевич (1773—1826) — гвардии-подпоручик

Казанская ветвь рода (продолжение Смоленской ветви)
- Василий Афанасьевич (ок. 1758 — 20 апреля 1830, Казань)[9] — предводитель дворянства Казанского и Царевококшайского уездов, коллежский асессор, поручик в отставке. В 1784—1793 — цивильский земский исправник. Участник Отечественной войны 1812 года. Кавалер орденов Св. Анны 3-й и 2-й степ., Св. Владимира 4-й степ.[9]; был женат на дочери надворного советника Наталье Фёдоровне Матюниной (1772—?). Происходил из дворян Смоленской губернии[10].
  - Павел Васильевич (1788 — 19 июня 1826, Казань[9]) — участник наполеоновских войн, подполковник артиллерии, награждён орденами Св. Владимира 4-й степ., Св. Анны 3-й и 2-й степ.[9]; был женат на Юлии Степановне Михайловской.
  - Порфирий Васильевич (7 ноября 1789 — 14 марта 1834) — статский советник, член Казанского общества любителей отечественной словесности[9]. Обучался в Казанском университете; начальник отделения Департамента государственного казначейства, с 1828 года — оренбургский вице-губернатор[10].
    - Безобразов Василий Порфирьевич (15 октября 1826, Петербург — 19 февраля 1870, Казань) — статский советник. В 1864—1867 гг. — непременный член Казанского приказа общественного призрения. С кон. 1850-х гг. — управляющий Казанским отделением Госбанка. В 1868—1870 гг. — управляющий Казанским отделением Казённой палаты, помещик Цивильского (с. Рындино) и Лаишевского уездов. Награждён орденом Св. Станислава 2-й степ[9].
    - Алексей Порфирьевич (30 марта 1828, Петербург — 29 апреля 1905, там же) — действительный статский советник, вице-директор департамента государственного казначейства, член Совета Министерства финансов, сенатор (с 31 декабря 1886), действительный тайный советник (1896). С 1850-х гг. — на службе в Департаменте государственного казначейства. В 1874—1886 гг. — член Совета министра финансов. В 1882, 1885 годах — почётный мировой судья в Цивильском уезде. Владел землёй при д. Рындино Цивильского уезда[9].
      - Безобразов Дмитрий Алексеевич (6 июля 1868 — неизв.) — гвардии офицер запаса. В 1905 году владел землёй при с. Рындино Цивильского уезда[9].

Представители других родов
- Николай Михайлович (1848—1912) — действительный статский советник, балетный критик.
- Сергей Васильевич (1857—1936) — тайный советник, сенатор; автор статей в Энциклопедическом словаре Брокгауза и Ефрона
  - Кассиан (Сергей Сергеевич Безобразов) — епископ

Потомки Леонтия Безобразова, жившего в XVII веке, чья связь с родом Христофора Безобраза не прослеживается
- Павел Николаевич (1787—?) — управляющий московской удельной конторой; был женат на дочери П. М. Полторацкого, Елизавете Павловне
  - Владимир Павлович (1828—1889) — русский экономист, академик Петербургской академии наук. Был женат на дочери действительного тайного советника Д. Н. Маслова, Елизавете Дмитриевне
    - Мария Владимировна (1857—1914) — историк философии
    - Павел Владимирович (1859—1918) — русский историк-византинист. Был женат на дочери историка С. М. Соловьёва Марии Сергеевне Соловьёвой.
    - Дмитрий Владимирович (1862—?) — управляющий Тифлисской конторой Государственного банка, камергер.

## Известные представители
- Безобразов Авраам-Кузьма Осипович — воевода и думный дворянин.
- Безобразов Елизарий Владимирович — участник Лифляндского похода (1577), воевода .
- Безобразов Харитон-Истома Осипович — думный дворянин, царский постельничий (1582).
- Безобразов Степан Осипович — сын боярский, голова в Серпуховском походе (1598), участник Шведского похода и по окончании похода оставлен 3-м воеводой в Копорье (1590), безуспешно местничал со 2-м воеводой И. Г. Бороздиным (1590), осадный воевода в Одоеве (1592—1594), 2-й воевода в Кореле (1598—1599).
- Безобразов Никита — воевода в Путивле (1602).
- Безобразов Алексей Иванович — письменный голова в Тюмени (1603), воевода в Старице (1616—1617)
- Безобразов Захарий Иванович — сын боярский, голова в Гдове (1594—1595), голова в Серпуховском походе (1598), письменный голова в Вологде (1601—1602), в Таре (1603—1605).
- Безобразов Иван Андреевич — воевода в Тюмени (до 1605).
- Безобразов Тимофей Никифорович — воевода в Галиче (1612), в Уржуме (1630).
- Безобразов Меркурий Иванович — сын боярский, голова в Капорье (1594), в Пскове (1595), голова в Серпуховском походе (1598), стрелецкий голова в Курске (1599—1601), в Кореле (1601—1602), объезжий голова в Москве (1602), воевода в Погорелом-Городище (1614).
- Безобразов Елизар Семёнович — воевода в Карачеве (1614—1615).
- Безобразов Пётр Матвеевич — воевода в Стародубе (Северском) (1615—1616), в Карачеве (1621), в Яранске (1626), в Севске (до 1638), осадный голова в Туле (1643).
- Безобразов Иван Романович (Осечка) — воевода в Галиче (1616—1617), в Ярославле (1620—1621), в Сургуте (1623), в Шацке (1627—1628).
- Безобразов Василий Кузьмич — стольник (1627—1658).
- Безобразов Иван Никитич — стольники патриарха Филарета (1627—1629), стряпчий (1636—1640), московский дворянин (1640—1677).
- Безобразов Михаил Иванович — патриарший стольник (1627—1629).
- Безобразов Кузьма Фёдорович — стряпчий с платьем (1627—1627), московский дворянин (1636), воевода в Воротынске (1638—1640).
- Безобразов Василий Меркурьевич — воевода в Боровске (1646—1649).
- Безобразов Илья Авраамавич-Кузьмич — послан в Михайлов для проверки явки в полки дворян (1625), упомянут на свадьбе царя Михаила Фёдоровича с Евдокией Стрешневой (1626), воевода на Двине в Холмогорах (1646) (два раза), в Астрахани (1650—1651 и 1660), судья Разбойного приказа (1661—1662), управлял Патриаршим разрядом (с 1665), умер (1670).
- Безобразов Автамон Семёнович — стряпчий (1658—1668), будучи воеводою в г. Керенске убит (1671).
- Безобразов Яков Иванович — стольник, упомянут в связи с пожертвованиями хлеба для войск под Смоленском (1632—1633), воевода в Астрахани (1666—1668), в феврале 1668 во главе 3-тысячного отряда стрельцов отправился к Яицкому городу выбить из крепости Степана Разина, но был сам разбит и вернулся в Астрахань.
- Безобразов Автоном — воевода в Керенске (1670).
- Безобразов Григорий Иванович — воевода в Саранске (1671).
- Безобразов Сидор Кузьмич — воевода в Мосальске (1678—1683) (два раза)[11].
- Безобразовы: Иван Григорьевич, Иван и Иван Ивановичи, Алексей Фёдорович — стольник царицы Прасковьи Фёдоровны (1692).
- Безобразовы: Андрей Алексеевич, Андрей Иванович, Андрей и Иван Романовичи, Артемий и Наум Фёдоровичи, Василий Михайлович, Василий Тимофеевич, Дмитрий Маркелович, Иван Семёнович, Илья Кузьмич, Михаил Сафронович, Пётр Матвеевич, Пётр Феоктистович, Сидор Кузмич, Тимофей Никифорович — московское дворяне (1658—1692).
- Безобразовы: Андрей Васильевич Большой и Андрей Васильевич Меньшой, Андрей и Фёдор Ильичи, Григорий и Яков Ивановичи, Калина Яковлевич, Кузьма Филатович, Михаил и Яков Васильевичи, Родион Григорьевич — стольники (1692)
- Безобразов Алексей Иванович — стольник царицы Евдокии Фёдоровны (1694)[12][13].